# Monosnap
Monosnap — бесплатная программа для macOS и Windows. Программа позволяет пользователям создавать скриншоты, добавлять пометки и отправлять в облако. Она была выпущена для macOS 11 июля 2012. Спустя несколько дней программа была положительно оценена такими ресурсами как Addictive Tips, freetech4teachers, OneDayOneApp и MakeUseOf, 5 августа было выпущено обновление, добавившее регистрацию по e-mail. 10 августа вышла версия под Windows, предоставляющая аналогичный функционал
С 9 октября 2012 (версия 1.4.0 под macOS) в приложении стала доступна загрузка на FTP/SFTP/WebDAV сервер, а позже — платный пакет для поддержки дополнительных сервисов (Dropbox, Evernote, Яндекс.Диск, CloudApp, Box.com).

## Особенности

### Скриншоты
В Monosnap 2 режима создания скриншота: снимок всего экрана (или экранов) либо снимок области. В последнем случае можно выбрать как произвольную область, так и окно под курсором. Кроме того, в этом режиме показывается 8-кратная лупа и координаты курсора (или размер выбранной области).

### Редактор изображений
После снятия скриншота программа открывает редактор с такими инструментами, как карандаш, линия, прямоугольник, овал, стрелка, текст и размытие. Также можно обрезать изображение и убрать ненужные детали, если это не было сделано во время захвата экрана.

### После снятия скриншота
Monosnap предлагает несколько способов обработки скриншота:
- Открыть редактор Monosnap — выбрано по умолчанию
- Сохранить скриншот — сохраняет изображение в папку по умолчанию или открывает диалог сохранения
- Загрузить — загружает скриншот в облако или на FTP / SFTP / WebDAV сервер
- Открыть внешний редактор — открывает изображение в другой установленной программе, которая может обрабатывать формат png. Данный вариант доступен только для версии под macOS.
- Функция «Перетянуть» — из редактора Monosnap можно перетаскивать изображение в другие программы.

### Облачное хранилище
Использование облачного хранилища требует регистрации через Facebook или с помощью email. Все загрузки можно посмотреть с помощью сайта, изображения можно сортировать с помощью папок. Сейчас нет никакого ограничения по используемому в облаке пространству.

## Внешние ресурсы
- Официальный сайт Monosnap Архивная копия от 14 марта 2022 на Wayback Machine
- Сообщество Facebook, посвященное программе Архивная копия от 26 мая 2019 на Wayback Machine